# NGC 4757
NGC 4757 é uma galáxia lenticular (S0) localizada na direcção da constelação de Virgo. Possui uma declinação de -10° 18' 39" e uma ascensão recta de 12 horas, 52 minutos e 49,9 segundos.
A galáxia NGC 4757 foi descoberta em 1882 por Ernst Wilhelm Leberecht Tempel.